# Şamaxı
Şamaxı (ryska: Шемаха, Sjemacha) är en distriktshuvudort i  Azerbajdzjan.   Den ligger i distriktet Şamaxı, i den centrala delen av landet, 110 km väster om huvudstaden Baku. Şamaxı ligger 687 meter över havet och antalet invånare är 29 403.
Terrängen runt Şamaxı är huvudsakligen kuperad, men åt sydost är den platt. Terrängen runt Şamaxı sluttar söderut. Şamaxı är det största samhället i trakten.